# Strand (Struppen)
Strand je vesnice, místní část obce Struppen v německé spolkové zemi Sasko. Nachází se v zemském okrese Saské Švýcarsko-Východní Krušné hory a má 19 obyvatel.

## Historie
Vesnice Strand je písemně poprvé zmíněna roku 1428 jako Strannischen wiesenn. Název je slovanského, s největší pravděpodobností českého původu a původně zněl patrně Straniščě a odkazoval polohu na straně od Labe. Označení Strand se objevuje až roku 1755. Patrně od 19. století byla ves místní částí vsi Weißig, která se roku 1973 připojila k sousednímu Thürmsdorfu. Roku 1994 se všechny tři vesnice staly součástí obce Struppen.

## Geografie
Strand leží severovýchodně od Struppenu v pískovcové oblasti Saského Švýcarska v meandru řeky Labe. Rozkládá se na jeho levém břehu, přičemž území podél řeky již patří k sousedním obcím Kurort Rathen a Königstein. Území náleží k Chráněné krajinné oblasti Saské Švýcarsko. Jihovýchodně od vsi, již mimo katastrální území, prochází labským údolím železniční trať Děčín–Drážďany. Na sever od vesnice prochází Malířská cesta.